# IPad mini
De iPad mini is een model van de iPad en wordt ontworpen en verkocht door Apple Inc. en wordt gefabriceerd door Foxconn. De iPad mini is inmiddels in zijn vijfde generatie en werd voor het eerst aangekondigd op 23 oktober 2012, en ging in de verkoop op 2 november 2012.

## Modellen

### iPad mini (2012)
De eerste generatie iPad mini werd aangekondigd op 23 oktober 2012 en kwam in de winkels op 2 november 2012. Op 19 juni 2015 werd de verkoop van de iPad gestaakt. De eerste iPad mini was de eerste iPad in de nieuwe serie van iPad mini's, een variant op de eerdere iPad. De mini verschilt voornamelijk door zijn kleinere formaat en smallere schermrand van de originele iPad.

### iPad mini 2
Op 22 oktober 2013 kondigde Apple de tweede generatie van de iPad mini aan. De iPad mini 2 beschikt over een Retina-scherm, een snellere Apple A7-processor en een Apple M7-coprocessor. De tweede generatie van de iPad mini werd verkocht tot 21 maart 2017.

### iPad mini 3
Op 15 oktober 2014 kondigde Apple de derde generatie van de iPad mini aan. Deze iPad mini lag in de winkels op 22 oktober 2014. Dit model was het eerste model in de serie dat beschikte over Touch ID, maar had wel dezelfde Apple A7 processor als zijn voorganger. De verkoop van dit model werd gestaakt op 9 september 2015

### iPad mini 4
Op 9 september 2015 kondigde Apple de vierde generatie iPad mini aan. Deze kwam dezelfde dag al beschikbaar voor consumenten en bevatte een geüpdatete processor, de Apple A8. Ook kreeg de mini een upgrade van het werkgeheugen: van 1 GB naar 2 GB RAM. Dit maakte de mini 4 een significant stuk sneller dan zijn voorganger. De verkoop van dit model werd pas op 18 maart 2019 gestopt en is daar mee het langst verkocht model van de iPad mini.

### iPad mini (2019)
Op 18 maart 2019 kondigde Apple de vijfde generatie van de iPad mini aan via een persbericht, waar het normaal door middel van een live-presentatie wordt aangekondigd. Deze iPad mini kwam dezelfde dag beschikbaar en bevat een Apple A12 Bionic processor. Dit is dezelfde processor die ook onder andere in de iPhone Xs en Xs Max, iPhone XR en iPad Air (2019) aanwezig is.

### iPad mini (2021)
De iPad mini zesde generatie verscheen op 24 september 2021. De tabletcomputer kwam in vier kleuren, spacegrijs, sterrenlicht (wit), roze en paars. Het kreeg een grotere schermdiameter van 21 cm (8,3 inch) en een Touch ID-sensor werd geïntegreerd in de aan-knop. Intern heeft het een A15 Bionic-processor. De Lightning-poort werd vervangen door een USB-C-poort.

### iPad mini (2024)
De zevende generatie iPad mini kwam uit op 15 oktober 2024. De verkrijgbare kleuren zijn spacegrijs, sterrenlicht (wit), blauw en paars. Het apparaat heeft een A17 Pro-chip, die volgens Apple ongeveer een derde sneller is dan de vorige iPad mini. Ook heeft de tabletcomputer snellere wifi en USB-C-poort gekregen. Ten slotte heeft het basismodel 128 GB opslagruimte, een verdubbeling in vergelijking met de vorige generatie iPad mini.